# ICC World Test Championship 2019–2021
Die ICC World Test Championship 2019–2021 war ein Cricket-Wettbewerb, der im Test-Cricket-Format zwischen August 2019 und Juni 2021 ausgetragen wurde, und die erste Ausgabe der ICC World Test Championship. Teilnahmeberechtigt waren die neun besten Test-Teams, die über den Turnierzeitraum hinweg Test-Serien gegeneinander austrugen. Das Finale des Turniers wurde im Juni 2021 in Southampton ausgetragen und von Neuseeland gegen Indien mit 8 Wickets gewonnen.

## Teilnehmer
Die folgenden Teams wurden vom Weltverband International Cricket Council (ICC) für den Wettbewerb vorgesehen:
| - Australien - Bangladesch - England | - Indien - Neuseeland - Pakistan | - Sri Lanka - Südafrika - West Indies |

## Format
Jede Mannschaft trug gegen sechs andere während des Wettbewerbzeitraumes jeweils eine Test-Serie aus, jeweils drei daheim und drei auswärts. Jede Serie bestand aus zwei bis fünf Tests. Die Punkte wurden so vergeben, dass ein Team, wenn es alle Spiele einer Serie gewann, 120 Punkte erhält. Dabei wurden die Punkte für jedes einzelne Match aufgeteilt. Des Weiteren wurden für ein Remis nur ein Drittel der Punkte vergeben gegenüber einem Sieg. Die Punkteaufteilung wurde am 2. Juli 2018 beschlossen und gestaltete sich wie folgt:
| Spiele | Sieg | Remis | Unentschieden | Verloren |
| ------ | ---- | ----- | ------------- | -------- |
| 2      | 60   | 20    | 30            | 0        |
| 3      | 40   | 13    | 20            | 0        |
| 4      | 30   | 10    | 15            | 0        |
| 5      | 24   | 8     | 12            | 0        |

Nach dem auf Grund der COVID-19-Pandemie zahlreiche Touren verschoben wurden, änderte der Weltverband ICC die Regeln dahingehend, dass die Teilnehmer des Finales durch die Prozente der erreichbaren Punkte bestimmt wurden.

## Tabelle
Die Tabelle gestaltete sich wie folgt: (Stand: 21. Juni 2021)
| Team        | Serien | Serien | Serien | Serien | Spiele | Spiele | Spiele | Spiele | Spiele | PC  | PPerc   | Ded | Punkte | RpW   |
| Team        | Sp.    | S      | N      | R      | Sp.    | S      | N      | R      | U      | PC  | PPerc   | Ded | Punkte | RpW   |
| ----------- | ------ | ------ | ------ | ------ | ------ | ------ | ------ | ------ | ------ | --- | ------- | --- | ------ | ----- |
| Indien      | 6      | 5      | 1      | 0      | 17     | 12     | 4      | 1      | 0      | 720 | 72,22 % | 0   | 520    | 1.549 |
| Neuseeland  | 5      | 3      | 1      | 1      | 11     | 7      | 4      | 0      | 0      | 600 | 70,0 %  | 0   | 420    | 1.281 |
| Australien  | 4      | 2      | 1      | 1      | 14     | 8      | 4      | 2      | 0      | 480 | 69,2 %  | 4   | 332    | 1.392 |
| England     | 6      | 4      | 1      | 1      | 20     | 11     | 6      | 3      | 0      | 720 | 61,39 % | 0   | 442    | 1.163 |
| Südafrika   | 5      | 2      | 3      | 0      | 13     | 5      | 8      | 0      | 0      | 600 | 44,0 %  | 6   | 264    | 0.787 |
| Pakistan    | 5.5    | 3      | 3      | 0      | 12     | 4      | 5      | 3      | 0      | 660 | 43,3 %  | 0   | 286    | 0.822 |
| Sri Lanka   | 6      | 1      | 3      | 2      | 12     | 2      | 6      | 4      | 0      | 720 | 27,8 %  | 0   | 200    | 0.729 |
| West Indies | 6      | 1      | 4      | 1      | 13     | 3      | 8      | 2      | 0      | 720 | 26,9 %  | 6   | 194    | 0.661 |
| Bangladesch | 3.5    | 0      | 4      | 0      | 7      | 0      | 6      | 1      | 0      | 420 | 4,8 %   | 0   | 20     | 0.601 |

## Serien
| Beginn                          | Heimteam    | Auswärtsteam | Resultate   | Punkte      | Artikel     |
| Saison 2019                     | Saison 2019 | Saison 2019  | Saison 2019 | Saison 2019 | Saison 2019 |
| ------------------------------- | ----------- | ------------ | ----------- | ----------- | ----------- |
| 1. August 2019                  | England     | Australien   | 2–2 [5]     | 56–56       | Artikel     |
| 14. August 2019                 | Sri Lanka   | Neuseeland   | 1–1 [2]     | 60–60       | Artikel     |
| 22. August 2019                 | West Indies | Indien       | 0–2 [2]     | 0–120       | Artikel     |
| Saison 2019/20                  |             |              |             |             |             |
| 2. Oktober 2019                 | Indien      | Südafrika    | 3–0 [3]     | 120–0       | Artikel     |
| 14. November 2019               | Indien      | Bangladesch  | 2–0 [2]     | 120–0       | Artikel     |
| 21. November 2019               | Australien  | Pakistan     | 2–0 [2]     | 120–0       | Artikel     |
| 11. Dezember 2019               | Pakistan    | Sri Lanka    | 1–0 [2]     | 80–20       | Artikel     |
| 12. Dezember 2019               | Australien  | Neuseeland   | 3–0 [3]     | 120–0       | Artikel     |
| 26. Dezember 2019               | Südafrika   | England      | 1–3 [4]     | 30–90       | Artikel     |
| 7. Februar 2020                 | Pakistan    | Bangladesch  | (1–0) [2]   |             | Artikel     |
| 21. Februar 2020                | Neuseeland  | Indien       | 2–0 [2]     | 120–0       | Artikel     |
| Saison 2020                     |             |              |             |             |             |
| 8. Juli 2020                    | England     | West Indies  | 2–1 [3]     | 80–40       | Artikel     |
| 5. August 2020                  | England     | Pakistan     | 1–0 [3]     | 66–26       | Artikel     |
| Saison 2020/21                  |             |              |             |             |             |
| 3. Dezember 2020                | Neuseeland  | West Indies  | 2–0 [2]     | 120–0       | Artikel     |
| 17. Dezember 2020               | Australien  | Indien       | 1–2 [4]     | 40–70       | Artikel     |
| 26. Dezember 2020               | Neuseeland  | Pakistan     | 2–0 [2]     | 120–0       | Artikel     |
| 26. Dezember 2020               | Südafrika   | Sri Lanka    | 2–0 [2]     | 120–0       | Artikel     |
| 14. Januar 2021                 | Sri Lanka   | England      | 0–2 [2]     | 0–120       | Artikel     |
| 26. Januar 2021                 | Pakistan    | Südafrika    | 2–0 [2]     | 120–0       | Artikel     |
| 3. Februar 2021                 | Bangladesch | West Indies  | 0–2 [3]     | 0–120       | Artikel     |
| 5. Februar 2021                 | Indien      | England      | 3–1 [4]     | 90–30       | Artikel     |
| 21. März 2021                   | West Indies | Sri Lanka    | 0–0 [2]     | 40–40       | Artikel     |
| 21. April 2021                  | Sri Lanka   | Bangladesch  | 1–0 [3]     | 80–20       | Artikel     |
| 10. Juni 2021                   | West Indies | Südafrika    | 0–2 [2]     | 120–(−6)    | Artikel     |
| Auf Grund von COVID-19 abgesagt |             |              |             |             |             |
| 2019/20                         | Bangladesch | Australien   | [2]         |             |             |
| 2020                            | Bangladesch | Neuseeland   | [2]         |             |             |
| 2020/21                         | Südafrika   | Australien   | [2]         |             |             |

## Finale
Das Finale fand im Juni 2021 in England statt.

### Stadion
Ursprünglich war das Finale im Lord’s Cricket Ground in London geplant, wurde aber nach Southampton verlegt, da dort auf Grund des im Stadion untergebrachten Hotels eine sichere Unterbringung gewährleistet werden konnte.
| Stadion   | Stadt       | Kapazität | Spiele |
| --------- | ----------- | --------- | ------ |
| Rose Bowl | Southampton | 6.500     | Finale |

### Kaderlisten
Indien benannte seinen Kader am 7. Mai 2021.
Neuseeland benannte seinen Kader am 15. Juni 2021.
| Test | Test |
| Indien | Neuseeland |
| --- | --- |
| - Virat Kohli (K) - Ajinkya Rahane (VK) - Ravichandran Ashwin - Jasprit Bumrah - Shubman Gill - Ravindra Jadeja - Rishabh Pant (wk) - Cheteshwar Pujara - Wriddhiman Saha (wk) - Mohammed Shami - Ishant Sharma - Rohit Sharma - Mohammed Siraj - Hanuma Vihari - Umesh Yadav | - Kane Williamson (K) - Tom Latham (VK) - Tom Blundell (wk) - Trent Boult - Devon Conway - Colin de Grandhomme - Matt Henry - Kyle Jamieson - Henry Nicholls - Ajaz Patel - Tim Southee - Ross Taylor - Neil Wagner - BJ Watling (wk) - Will Young |

### Test in Southampton
| 18. – 23. Juni 2021 Scorecard | Southampton | Indien 217 (92.1) & 170 (73)     | – | Neuseeland 249 (99.2) & 140-2 (45.5) |
|                               |             | Neuseeland gewinnt mit 8 Wickets |   |                                      |

Neuseeland gewann den Münzwurf und entschied sich als Feldmannschaft zu beginnen. Der erste Tag des Tests konnte auf Grund von Regenfällen nicht für das Spiel genutzt werden und so wurde ein sechster Ersatztag angesetzt. Am zweiten Tag konnten zunächst die indischen Eröffnungs-Batsmen Rohit Sharma und Shubman Gill eine Partnerschaft von 62 Runs erzielen. Sharma verlor sein Wicket nach 34 Runs und kurze Zeit später Gill nach 28 Runs. Als Nächstes konnten sich Virat Kohli und Ajinkya Rahane etablieren und den Tag, nachdem das Spiel immer wieder durch schlechte Lichtverhältnisse hatte unterbrochen werden müssen, beim Stand von 146/3 beenden. Am dritten Tag verlor Kohli früh nach 44 Runs sein Wicket, aber auch Rahane verpasste, als er mit 49 Runs ausschied, ein Fifty. Von den verbliebenen Batsmen konnten Ravindra Jadeja 15 Runs und Ravichandran Ashwin 22 Runs hinzufügen, während die anderen keinen wichtigen Beitrag mehr leisten konnten. Somit endete das Innings nach 217 Runs für Indien. Bester Bowler für Neuseeland war Kyle Jamieson mit 5 Wickets für 31 Runs. Neuseeland begann zunächst mit den Eröffnungs-Schlagmännern Tom Latham und Devon Conway. Latham verlor sein Wicket nach 30 Runs und wurde durch Kapitän Kane Williamson ersetzt. Als Devon nach einem Half-Century über 54 Runs sein Wicket verloren hatte, wurde der Tag beim Stand von 101/2 beendet. Am vierten Tag konnte abermals auf Grund von Regenfällen kein Spiel stattfinden.
Am fünften Tag regnete es ebenfalls zunächst, das Spiel konnte jedoch vor dem Lunch fortgesetzt werden. Williamson konnte sich halten und ermöglichte so seinen Partnern Colin de Grandhomme (13 Runs) und Kyle Jamieson (21 Runs) zum Spiel beizutragen. Daraufhin schied Williamson mit 49 Runs aus, während sein Partner zu dem Zeitpunkt, Tim Southee, 30 Runs erzielen konnte. Mit dessen Ausscheiden endete das neuseeländische Innings nach 249 Runs zum Tea.
Beste indische Bowler waren Mohammed Shami mit 4 Wickets für 76 Runs und Ishant Sharma mit 3 Wickets für 48 Runs. In der verbliebenen Session verlor Indien die Wickets ihrer beiden Eröffnungs-Schlagmänner, wobei nur Rohit Sharma mit 30 Runs einen nennenswerten Beitrag leisten konnte. So endete der Tag beim Stand von 64/2 für Indien. Am fünften Tag verlor Indien regelmäßig schon bei niedrigen Run-Zahlen seine Wickets. Erst Rishabh Pant konnte sich mit 41 Runs noch einmal etablieren, da jedoch die weiteren Schlagmänner ebenfalls nicht mehr viel hinzufügen konnten, endete das indische Innings nach 170 Runs. Beste neuseeländische Bowler waren Tim Southee mit 4 Wickets für 48 Runs und Trent Boult mit 3 Wickets für 39 Runs. Neuseeland musste in den 53 verbliebenen Overn 139 Runs für den Sieg erzielen. Tom Latham und Devon Conway verloren ihre Wickets nach 9 bzw. 19 Runs, bevor Kane Williamson mit 52 Runs und Ross Taylor mit 47 Runs den Sieg und somit die erste Weltmeisterschaft für ihr Team sichern konnten. Als Spieler des Spiels wurde Kyle Jamieson ausgezeichnet.

## Statistiken
Die folgenden Cricketstatistiken wurden bei diesem Turnier erzielt.
| Tests               | Tests      | Tests   | Tests   | Tests   | Tests   | Tests   | Tests   | Tests   |
| Batting             | Batting    | Batting | Batting | Batting | Batting | Batting | Batting | Batting |
| Spieler             | Mannschaft | Spiele  | Innings | Runs    | Average | HS      | 100s    | 50s     |
| ------------------- | ---------- | ------- | ------- | ------- | ------- | ------- | ------- | ------- |
| Marnus Labuschagne  | Australien | 13      | 23      | 1675    | 72,82   | 215     | 5       | 9       |
| Joe Root            | England    | 20      | 37      | 1660    | 47,43   | 228     | 3       | 8       |
| Steve Smith         | Australien | 13      | 22      | 1341    | 63,85   | 211     | 4       | 7       |
| Ben Stokes          | England    | 17      | 32      | 1334    | 46,00   | 176     | 4       | 6       |
| Ajinkya Rahane      | Indien     | 18      | 30      | 1159    | 42,92   | 115     | 3       | 6       |
| Bowling             |            |         |         |         |         |         |         |         |
| Spieler             | Mannschaft | Spiele  | Overs   | Wickets | Average | BBI     | 5W      | 10W     |
| Ravichandran Ashwin | Indien     | 14      | 549.4   | 71      | 20,33   | 9/207   | 4       | 0       |
| Pat Cummins         | Australien | 14      | 555.3   | 70      | 21,02   | 7/69    | 1       | 0       |
| Stuart Broad        | England    | 17      | 499.3   | 69      | 20,08   | 6/31    | 2       | 1       |
| Tim Southee         | Neuseeland | 11      | 431.3   | 56      | 20,82   | 5/32    | 3       | 0       |
| Nathan Lyon         | Australien | 14      | 630.5   | 56      | 31,37   | 6/49    | 4       | 1       |